# Coutoubea humilis
Coutoubea humilis är en gentianaväxtart som beskrevs av Noel Yvri Sandwith. Coutoubea humilis ingår i släktet Coutoubea och familjen gentianaväxter. Inga underarter finns listade i Catalogue of Life.